# Roman (Rumänien)

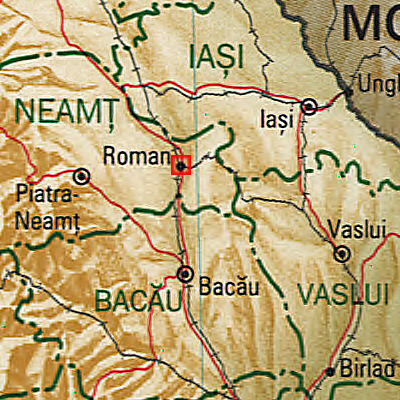
Roman (rotes Viereck) – Rumänien – Nachbarorte: Piatra Neamț, Bacău, Bârlad, Vaslui, Iași

Roman (deutsch Romesmarkt, ungarisch Románvásár) ist eine Stadt in der rumänischen Region Moldau und liegt 46 Kilometer östlich von Piatra Neamț im Kreis Neamț.
Sie hatte im Jahr 2003 ungefähr 69.500 Einwohner und liegt am Zusammenfluss der Flüsse Siret und Moldova. Allgemein wird angenommen, dass der Name vom Fürsten Roman I. Mușat (regierte 1391–1394) kommt, der diese Stadt möglicherweise gegründet hat.

## Geschichte
- Die ersten Spuren der Erwähnung der Stadt kann man zwischen 1387 und 1392 in der Nowgoroder Chronik finden.
- 1392 wird die Stadt in einem moldauischen Dokument erwähnt.
- 1408 etabliert Alexandru cel Bun (Alexander der Gute) in der Stadt einen Bischofssitz.
- Ștefan cel Mare (Stephan der Große) baut eine neue Festung linksseitig des Flusses Sereth und ersetzt die alte, aus Erdwällen bestehende Anlage.
- 1476 stürmt die türkische Armee unter Führung von Mehmed II. die neue Festung; die Bedeutung  des Fürstentums Moldau schwindet.
- 1675 Die steinerne Festung wird von Dumitrașcu Cantacuzino, genau wie alle anderen Festungen Moldaus, zerstört.

## Sehenswürdigkeiten
- Leipzinger Synagoge
- Das „Roman-Vodă“ Lyzeum, 1872 eröffnet[3]

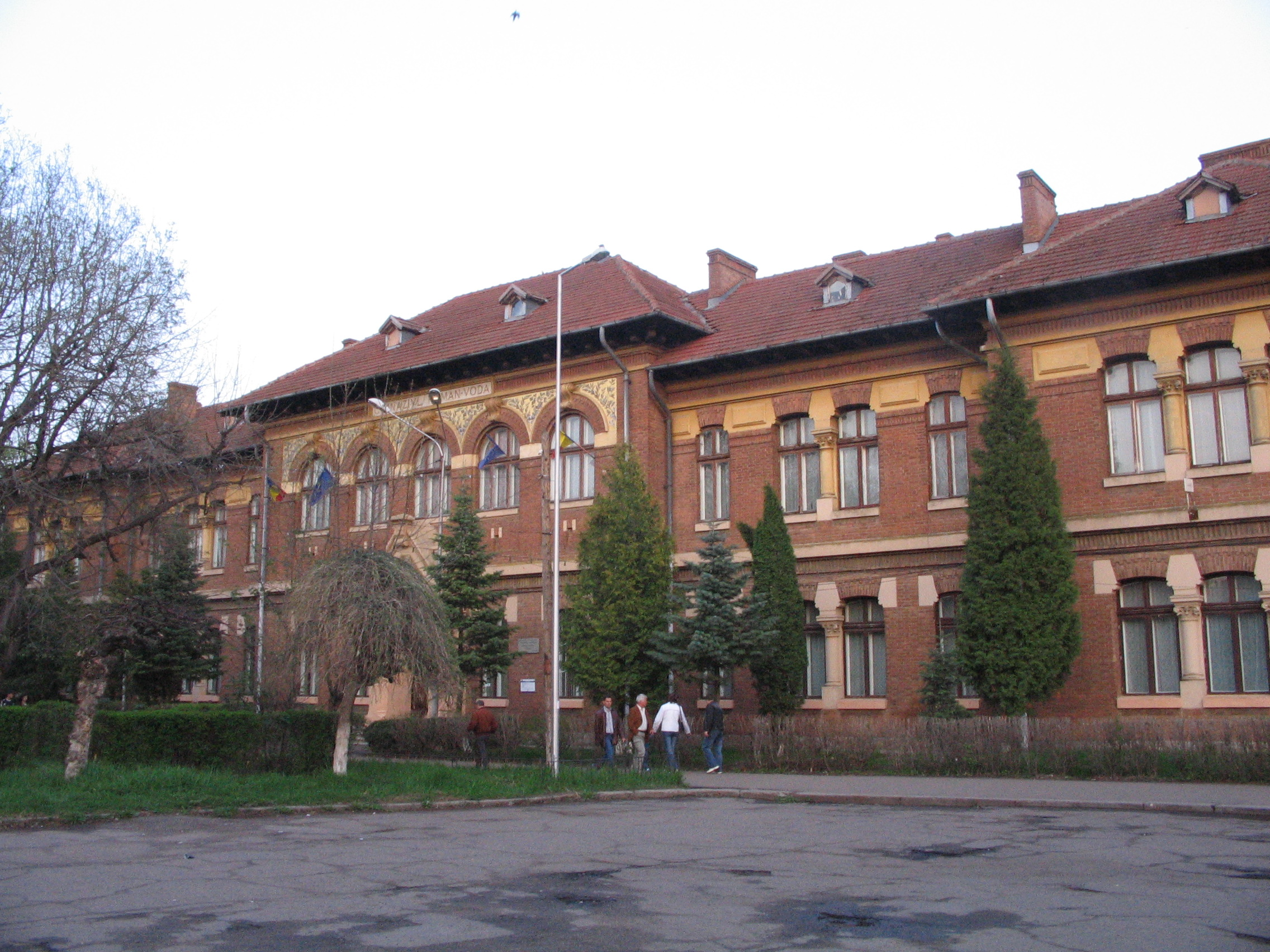
Das Roman-Vodă Lyzeum
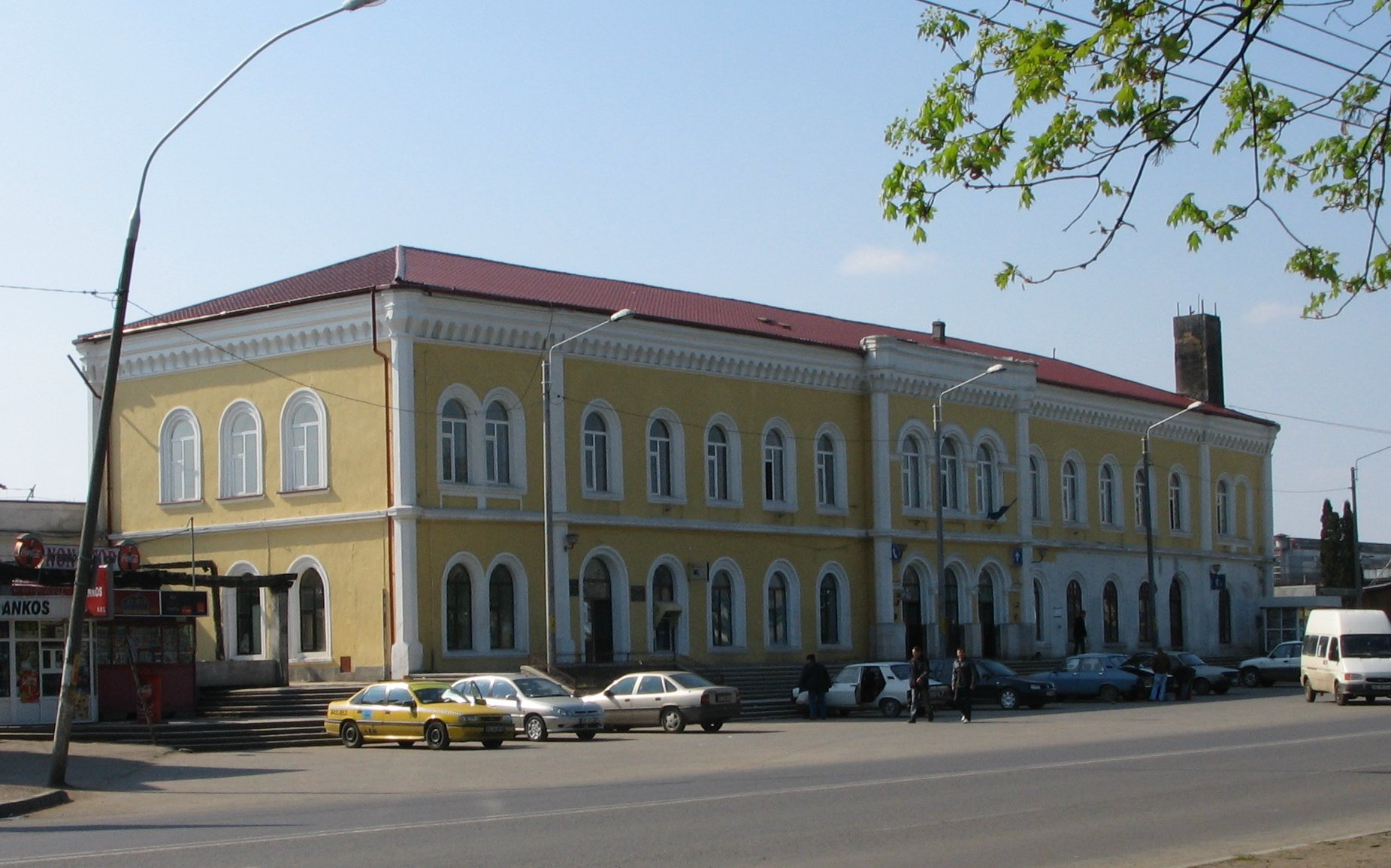
Der Bahnhof

## Söhne und Töchter der Stadt
- Adolf Behrmann (1874–1934), rumänisch-deutscher Kunstmaler, Werbegrafiker und Produktdesigner
- Alexandru Zirra (1883–1946), Komponist
- Constantin Ritter von Flondor (1889–1942), Jurist, Diplomat und Hofmarschall des Königreichs Rumänien
- Sandú Darié (1908–1991), kubanischer Maler
- Sergiu Celibidache (1912–1996), Dirigent und Musiklehrer
- Ștefan Vasilache (* 1979), Hochspringer
- Simona Spiridon (* 1980), österreichische Handballspielerin rumänischer Herkunft
- Bianca Ghelber (* 1990), Hammerwerferin

## Städtepartnerschaften
Roman listet folgende Partnerstädte auf:
| Stadt               | Land                             | seit |
| ------------------- | -------------------------------- | ---- |
| Cortona             | Toskana, Italien                 | 2009 |
| Dilidschan          | Tawusch, Armenien                | 2012 |
| Edineț              | Republik Moldau                  | 2011 |
| Gedera              | Mechos haMerkas, Israel          | 2009 |
| Grugliasco          | Piemont, Italien                 | 2009 |
| Kamjanez-Podilskyj  | Chmelnyzkyj, Ukraine             | 2011 |
| Montluçon           | Auvergne-Rhône-Alpes, Frankreich |      |
| Ștefan Vodă         | Republik Moldau                  | 2013 |
| Sunchang            | Jeollabuk, Südkorea              | 2013 |
| Terranova da Sibari | Calabria, Italien                | 2002 |
| Tielt               | West-Vlaanderen, Belgien         | 2009 |